# بوکاچو (فیلم ۱۹۷۲)

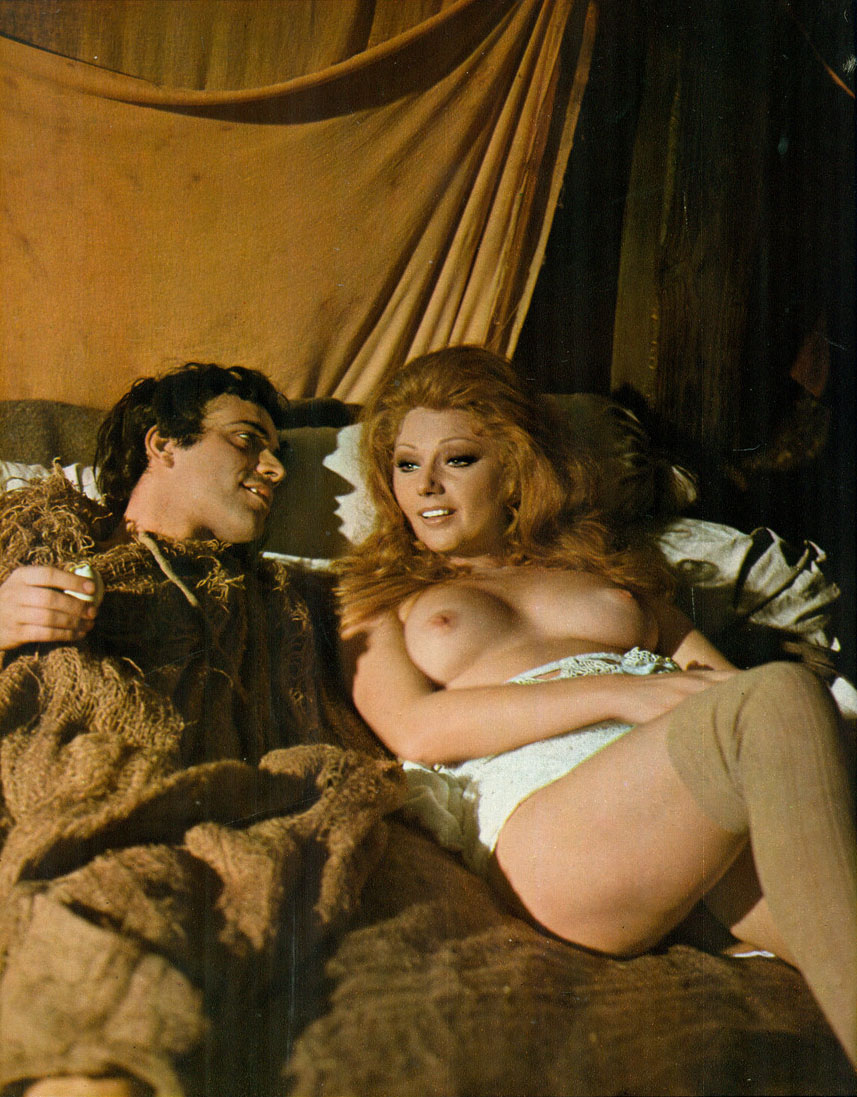
مونتسانو و کوشچینا در فیلم بوکاچو (۱۹۷۲)

بوکاچو (ایتالیایی: Boccaccio؛ ‏ ایتالیایی: [bokˈkattʃo]) فیلم کمدی به کارگردانی و نوشتهٔ برونو کوربوچی است که در سال ۱۹۷۲ منتشر شد. فیلم براساس رمان دکامرون اثر جووانی بوکاچو و ملهم از دکامرون (۱۹۷۱) اثر پیر پائولو پازولینی ساخته شد.

## بازیگران
- آلیگیره نوسکزه
- آنتونیا سانتیلی
- آندره‌آ آئورلی
- انریکو مونتسانو
- ایزابلا بیاجینی
- اینیاتسیو لئونه
- برنار بلیه
- پائولا تدسکو
- پاسکال پتی
- پیا جانکارو
- پیپو فرانکو
- تونی اوچی
- رزیتا پیزانو
- ریموند بوسیر
- ساندرو دُری
- سیلوا کوشچینا
- فرانکا دومینیچی
- گاستونه پسکوچی
- گویدو چلانو
- لوکا اسپورتلی
- لینو بانفی
- ماریا باکسا
- ماریو دوناتونه
- ماریو کاروتنوتو
- میمو پُلی
- نلو پاتزافینی
- هلن شانل